# ホタルジャコ科
ホタルジャコ科（学名：Acropomatidae）は、スズキ目スズキ亜目に所属する魚類の分類群（科）の一つ。ホタルジャコ・アカムツなど、やや深い海で生活する種を中心に6属21種が含まれる。

## 分布・生態
ホタルジャコ科の魚類はすべて海水魚で、太平洋・インド洋・大西洋など世界中の海に広く分布する。ほとんどの種は水深100m以深のやや深い海に生息し、いわゆる深海魚に該当するものも多い。日本の近海からは4属10種が報告されている。
本科魚類の生態についてはあまりよくわかっておらず、大陸棚や大陸斜面の海底付近で生活するもの、外洋の中層に進出するものまでさまざま。アカムツなど一部の種が食用として利用される。

## 形態
左右に平たく側扁した、いわゆる鯛型の体型をもつ。最大種では全長40cmに達するが、多くは10数cmほどの小型魚類である。
ホタルジャコ属のうち3種は腹部に発光器をもち、肛門は腹鰭の基底近くに位置する。このように著しく前方寄りの肛門は、スズキ目では他にハタ科の1種（Bullisichthys caribbaeus）およびテンジクダイ科の1種（Apogon gularis）しか知られていない。
背鰭は2つあり、7-10本の棘条からなる前半部と、0-1棘8-10軟条の後半部に分かれる。臀鰭は2-3棘7-9軟条。側線はよく発達し、鰓蓋骨に2本の丸みを帯びたトゲをもつ。鰓条骨は7本、椎骨は25個。

## 分類
ホタルジャコ科には、Nelson（2016）の体系において7属31種が認められている。
かつて暫定的に本科に含められていたイシナギ属（および Polyprion 属）とカワリハナダイ属は、現在ではそれぞれ独立のイシナギ科・カワリハナダイ科を構成するようになっている。同様に本科に置かれていたクシスミクイウオ属 Howella は、ペルキクティス科（Percichthyidae）に移された後、独立のクシスミクイウオ科として扱われている。またスミクイウオ属、ヒメスミクイウオ属、Kaperangus 属、Caraibops 属は独立のスミクイウオ科を構成するようになった。
- ホタルジャコ属 Acropoma

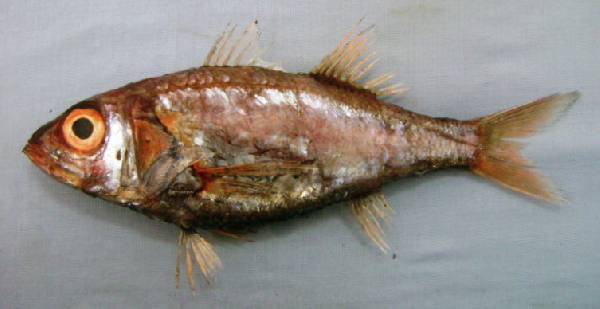
ホタルジャコ Acropoma japonicum （ホタルジャコ属）。インド太平洋の水深100-500mに生息し、腹部に発光器をもつ

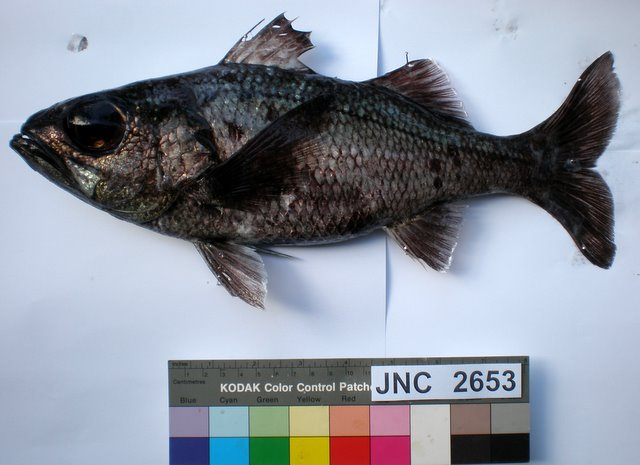
バケムツ Neoscombrops pacificus （バケムツ属）。アカムツ属と近縁で、体色や鱗の形状で鑑別される

  - Acropoma argentistigma
  - Acropoma boholensis
  - Acropoma hanedai - ハネダホタルジャコ
  - Acropoma japonicum - ホタルジャコ
  - Acropoma lecorneti - オキナワホタルジャコ[3]
  - Acropoma profundum
- Apogonops 属
  - Apogonops anomalus
- アカムツ属 Doederleinia
  - Doederleinia berycoides - アカムツ
- オオメハタ属 Malakichthys
  - Malakichthys barbatus - ヒゲオオメハタ[3]
  - Malakichthys elegans - ナガオオメハタ
  - Malakichthys griseus - オオメハタ
  - Malakichthys levis
  - Malakichthys mochizuki
  - Malakichthys similis
  - Malakichthys wakiyae - ワキヤハタ
- バケムツ属 Neoscombrops
  - Neoscombrops atlanticus
  - Neoscombrops cynodon
  - Neoscombrops pacificus - バケムツ
- Verilus 属
  - Verilus pseudomicrolepis
  - Verilus sordidus Poey, 1860
  - Verilus starnesi Yamanoue, 2016